# Bajki zza okna
Bajki zza okna – polski film rysunkowy zrealizowany w Studiu Filmów Animowanych w Krakowie w latach 1992-1998.
Bajka składa się z 10 odcinków, ośmiu 15-minutowych i dwóch półgodzinnych (nadawanych w okresach świątecznych).

## Głosów postaciom użyczyli
- Mieczysław Grąbka
- Hanna Kinder-Kiss
- Włodzimierz Press
- Barbara Sołtysik
- Włodzimierz Bednarski
- Jarosław Boberek
- Antonina Girycz
- Agata Gawrońska
- Barbara Sołtysik

## Fabuła bajki
Na początku każdego odcinka na ekranie ukazuje się Biblioteka bajek niezwykłych. Lektor zza ekranu zadaje sobie pytanie: Zobaczmy, co się dzieje wewnątrz. Kamera zbliża się do śpiącego w bibliotece Miki Mola (mola książkowego). Obok śpiącego zaczyna dzwonić budzik. Wyrwany ze snu Mól wyskakuje z łóżka, poprawia poduszkę i rusza do salonu, gdzie czekają na niego Świetlik i Mrówkolew. Po przywitaniu się z obecnymi w salonie, Miki Mol zaczyna swoją opowieść o tym, co dzieje się w kolejnym odcinku bajki o leśnym zakątku.

## Lista odcinków
1. Sroka piratka
2. O dzielnych pestkach i straszliwym potworze
3. Historia świąteczna o rosochatym włóczędze
4. O Miłoszku i zielonym groszku
5. Historia o kolczakach
6. Historia prawie nie z tej ziemi
7. Wielkanocna weranda pana Myszki
8. Tata Kret na antypodach
9. Nierozłączna para
10. Psst i Psot